# Gortys
Gortys, Grieks: Γόρτυνα, Γόρτυς, of Γόρτυν, ook wel Gortyn, Gortyns of Gortyna, is de naam van een Oudgriekse stad in het zuiden van het eiland Kreta, ongeveer 30 kilometer ten zuidwesten van Knossos, niet ver van Phaistos.
Gortys is in 1884 beroemd geworden door de ontdekking van het zogenaamde stadsrecht van Gortyn, een lange inscriptie uit de 5e eeuw v.Chr., geschreven in boustrophedon, en de enige nog bestaande codificatie van Oudgrieks recht van enige omvang. Het gaat hier echter niet om een wetboek in strikte zin, maar een verzameling van juridische beschikkingen over uiteenlopende kwesties inzake burgerlijk en strafrecht, die zeker tot de 7e of 6e eeuw v.Chr. teruggaan. De staat had toen op strafrechtelijk gebied klaarblijkelijk al meer zeggenschap dan de familie. Belangrijk zijn onder meer de bepalingen ten aanzien van de slaven: krachtens het stadsrecht van Gortyn hadden dezen bepaalde rechten, konden eigendommen bezitten en met een vrije vrouw huwen.

## Geschiedenis
De naam van Gortys was volgens Stephanus Byzantius, omstreeks 470 n.Chr., eerst Larissa, Λάρισσα, en Kremnia, Κρήμνια.

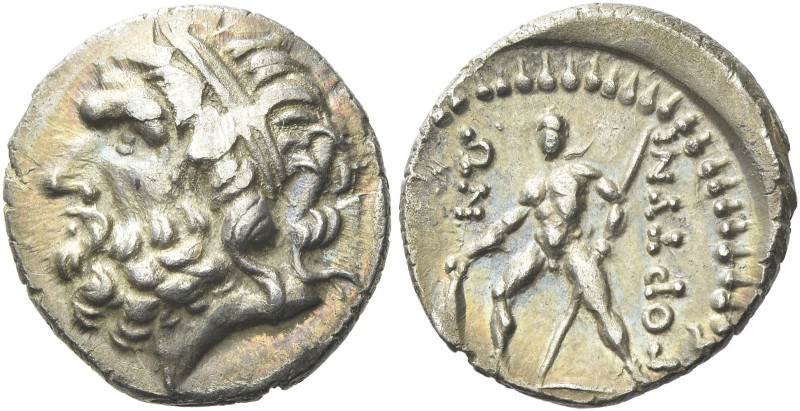
Drachme van Gortys (geslagen circa 98-94 v.Chr.)

Gortys was in de klassieke oudheid na Knossos de belangrijkste stad van Kreta. Het werd reeds in de Ilias en de Odyssee genoemd en werd hoogstwaarschijnlijk rond 1400 v.Chr. gesticht door Grieken, die van de Peloponnesos kwamen. Het was een Dorische stad, maar waarover van voor de hellenistische periode weinig bekend is. Het was in de Romeinse tijd, sinds 67 v.Chr. de hoofdstad van de provincie Creta et Cyrenaica en beleefde toen zijn hoogste bloei. Het christendom drong er reeds vroeg in de 1e eeuw door: Paulus' vriend Titus wordt als eerste bisschop van Gortys en van heel Kreta genoemd. Gortys werd in 826 door de Arabieren verwoest.

## Bezienswaardig

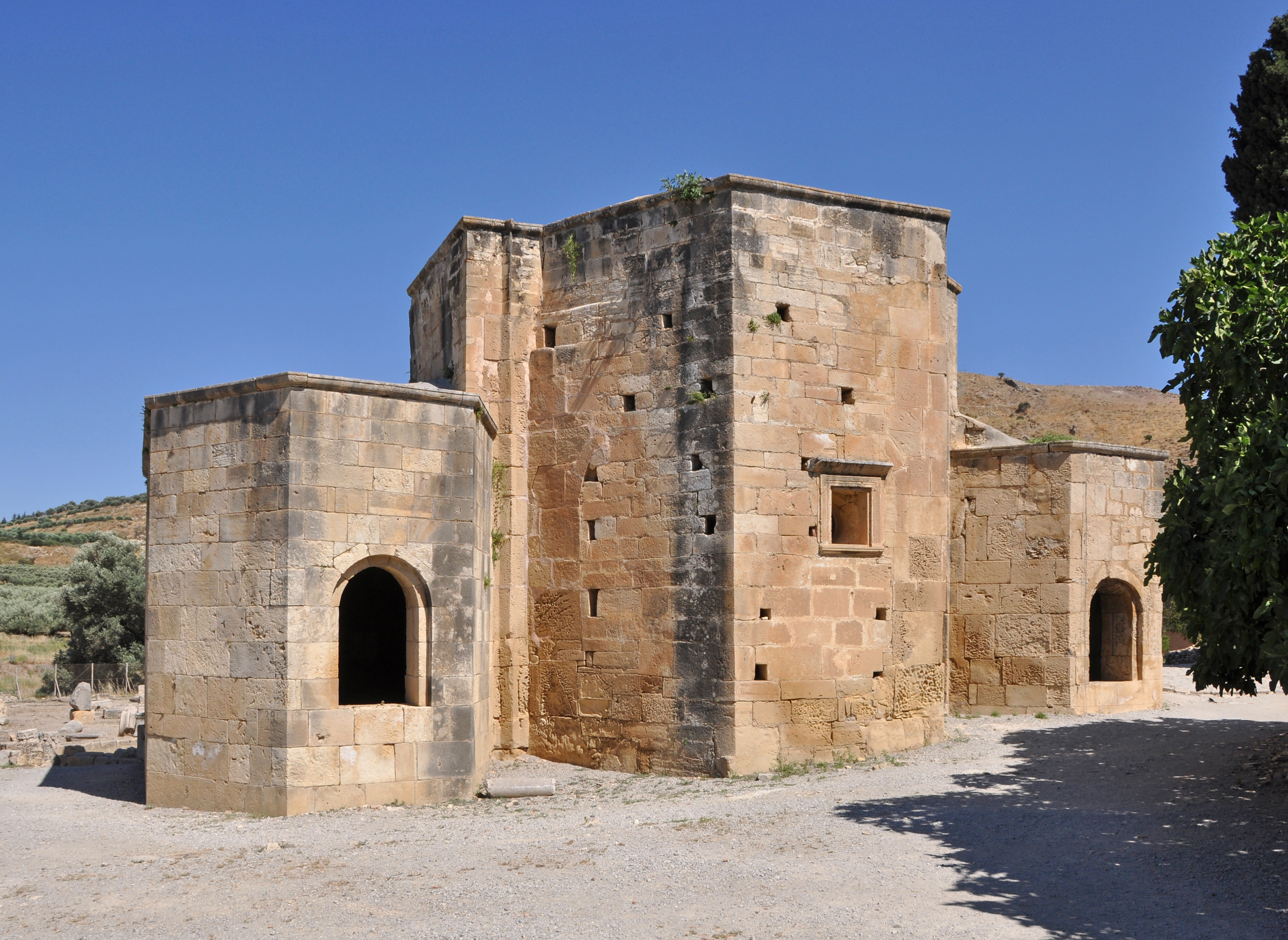
Gortys: Titusbasiliek

Er zijn nog duidelijk overblijfselen van de antieke stad, maar die dateren vooral uit de Romeinse tijd. Italiaanse en Griekse archeologen hebben sinds 1884 op de akropolis resten van een tempel gewijd aan Pallas Athena gevonden. Er zijn ook nog de ruïnes gevonden van een tempel voor Apollon en van onder meer verscheidene theaters en thermen, een serapeion, een nymphaeum en een odeion, waar de inscriptie met het stadsrecht wordt bewaard. Van de basiliek van Titus uit zesde eeuw is een deel goed bewaard gebleven.
Een deel van de bezienswaardigheden zijn alleen nog in een museum te zien, maar veel is ook nog buiten in de vrije omgeving te zien.